# 前波站 (岐阜縣)

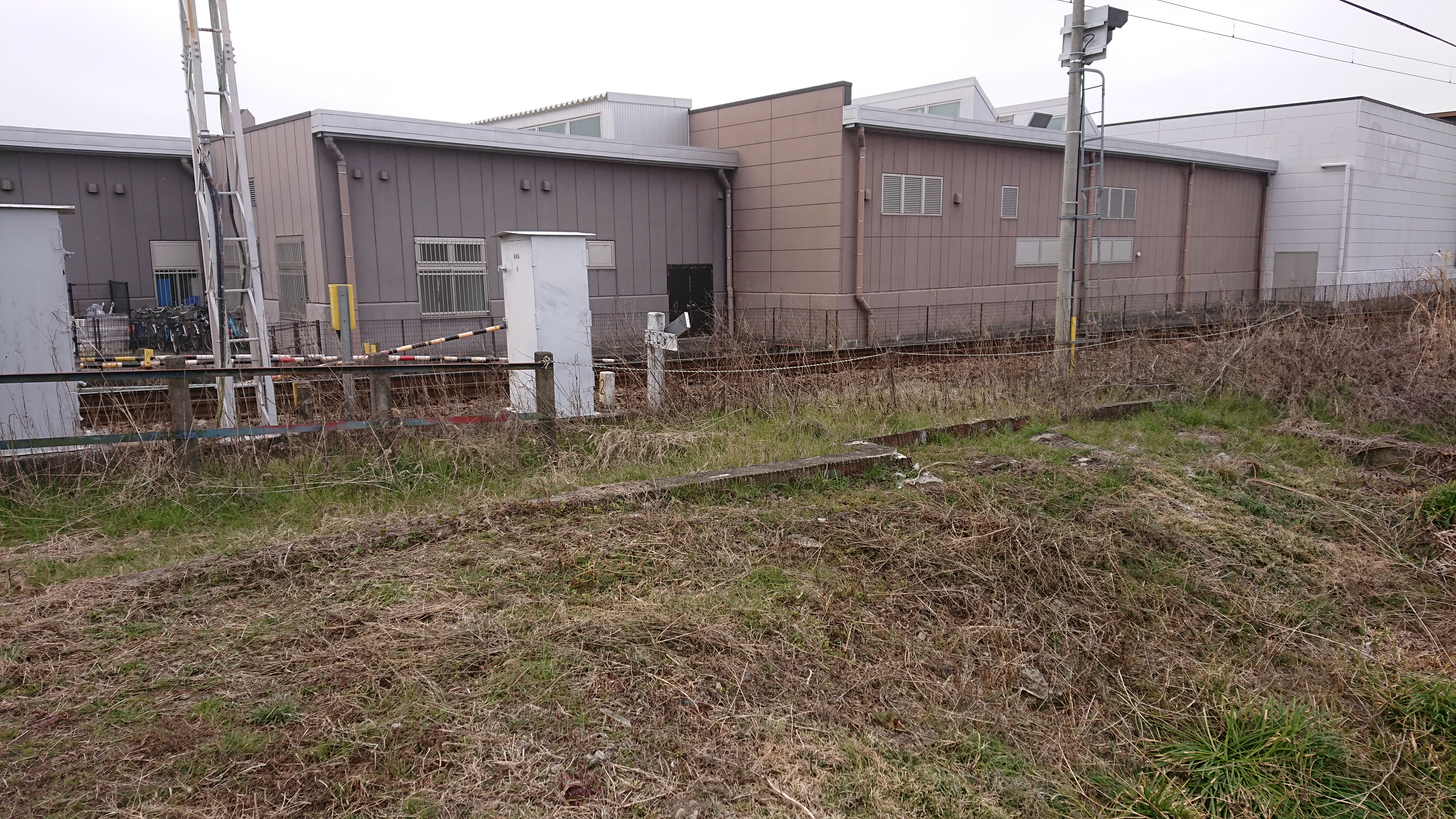
圖中的混凝土是前波站遺跡（2021年2月）

前波站（日语：／ Maenami eki */?）是一座位於岐阜縣可兒郡伏見村上惠土（現時：可兒市），名古屋鐵道廣見線（在營業期間為東美線）的車站（廢站）。車站遺址是在現時唐吉訶德UNY可兒店附近，於平交道旁。

## 歷史
在東美鐵道的前身東濃鐵道時代起已經以徵收土地作為條件以設置此站。在轉讓給東美鐵道後，經過走線遷移、改軌距和電氣化工程時，此站於1928年（昭和3年）10月1日同時啟用。

### 年表
- 1928年（昭和3年）
  - 10月1日：東美鐵道（日语：東美鉄道）廣見至伏見口之間啟用。
  - 12月7日：前波至伏見口之間開設學校前站。
- 1943年（昭和18年）3月1日：東美鐵道合併至名古屋鐵道，成為名古屋鐵道東美線的車站。
- 1944年（昭和19年）：暫停營業。
- 1948年（昭和23年）5月16日：東美線新廣見至御嵩之間編入為廣見線。成為廣見線的車站。
- 1969年（昭和44年）4月5日：車站廢除。

## 使用狀況
跟據《岐阜縣統計書》，以下為一年乘車人次和下車人次列表：
| 年度     | 乘車人次（人） | 下車人次（人） | 參考資料 |
| -------- | -------------- | -------------- | -------- |
| 1930年度 | 11,409         | 12,010         | [ 4 ]    |
| 1931年度 |                |                |          |
| 1932年度 |                |                |          |
| 1933年度 |                |                |          |
| 1934年度 | 8,735          | 8,788          | [ 5 ]    |
| 1935年度 | 8,676          | 8,696          | [ 1 ]    |

## 相鄰車站
所屬路線和相鄰車站名稱是取自車站暫停營業前一刻。
名古屋鐵道
東美線
新廣見－前波－學校前

## 注腳
1. 1 2  『岐阜県統計書. 岐阜県統計書. 第45回 第1巻 （土地・戸口・土功・財政等之部）』（國立國會圖書館數碼化收藏）
2. ↑  鉄道停車場一覧. 昭和12年10月1日現在 （页面存档备份，存于）（日語） 國立國會圖書館數碼化收藏，2020年4月26日參閱。
3. ↑  可児市（編）. . 可児市. 2010: 310–311 （日语）.
4. ↑  『岐阜県統計書. 第40回 第1巻』（國立國會圖書館數碼化收藏）
5. ↑  『岐阜県統計書. 第44回』（國立國會圖書館數碼化收藏）